# Pierwszy rząd Davida Lloyda George’a

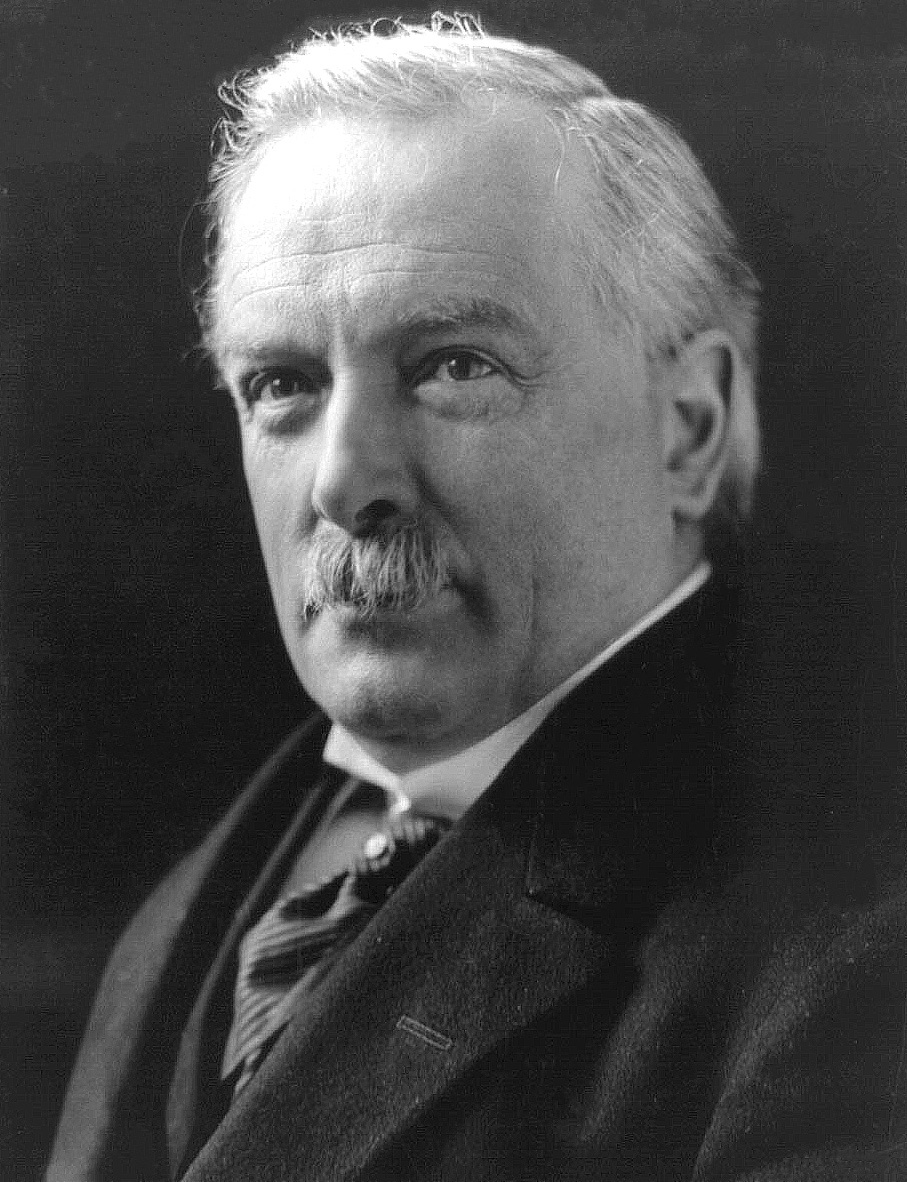
David Lloyd George, premier, pierwszy lord skarbu

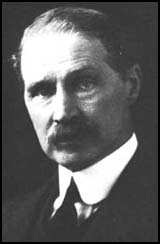
Andrew Bonar Law, kanclerz skarbu, przewodniczący Izby Gmin

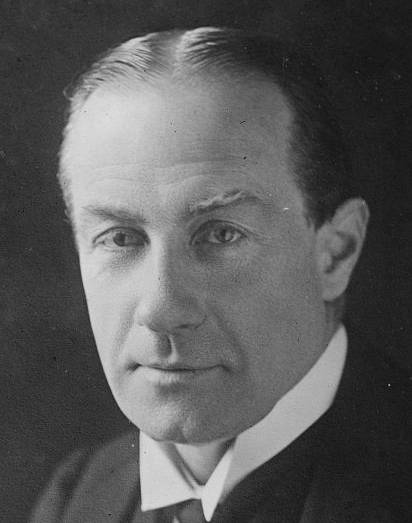
Stanley Baldwin, młodszy lord skarbu, finansowy sekretarz skarbu

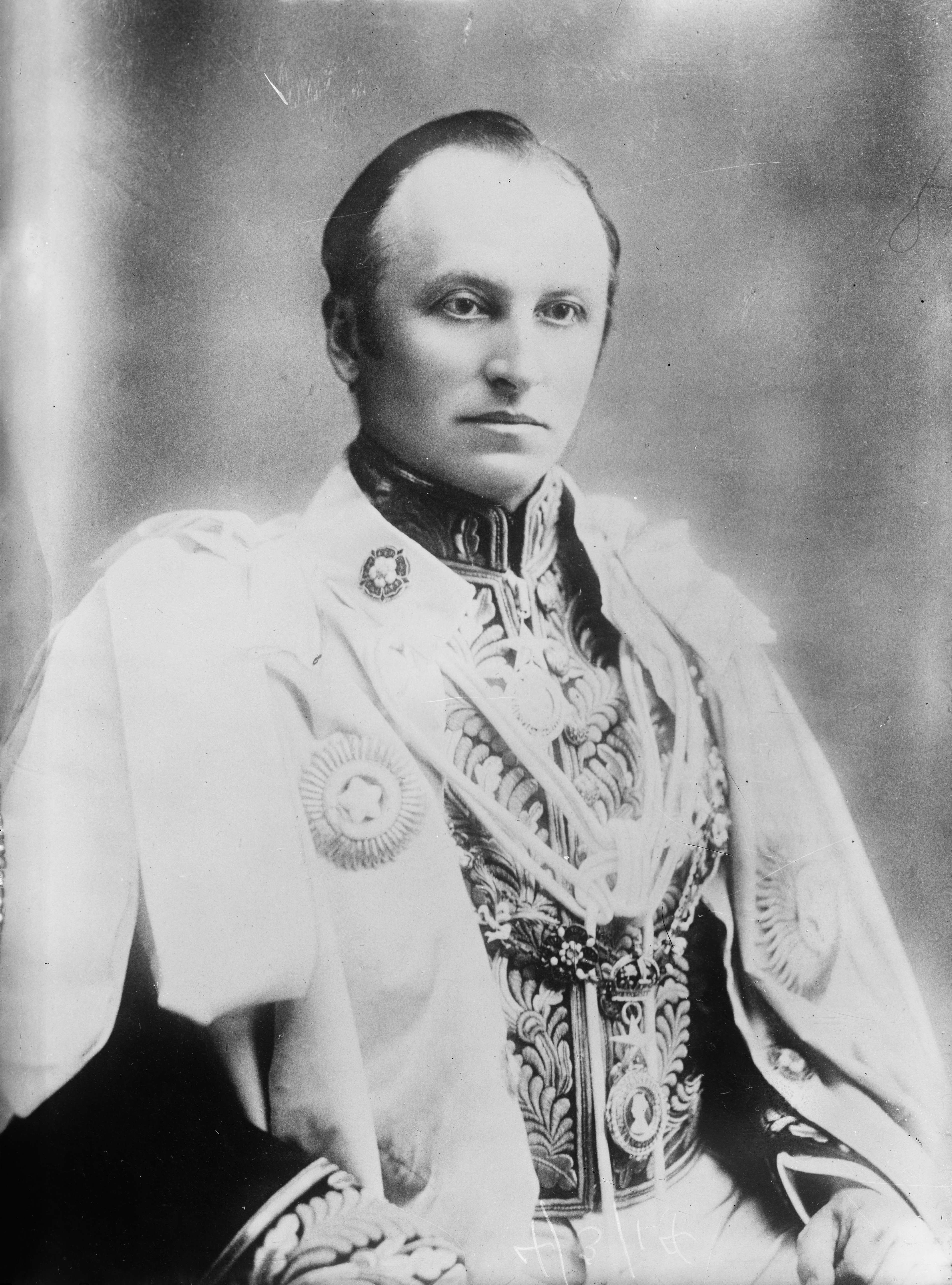
Hrabia Curzon of Kedleston, lord przewodniczący Rady, przewodniczący Izby Lordów

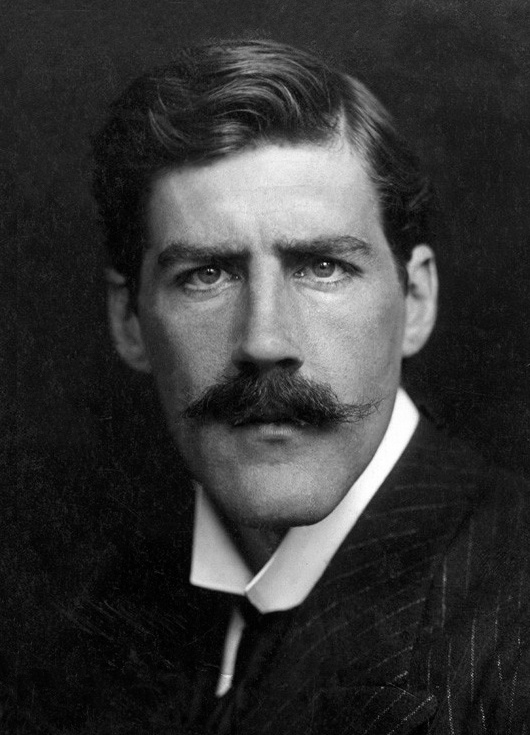
Hrabia Crawford, lord tajnej pieczęci

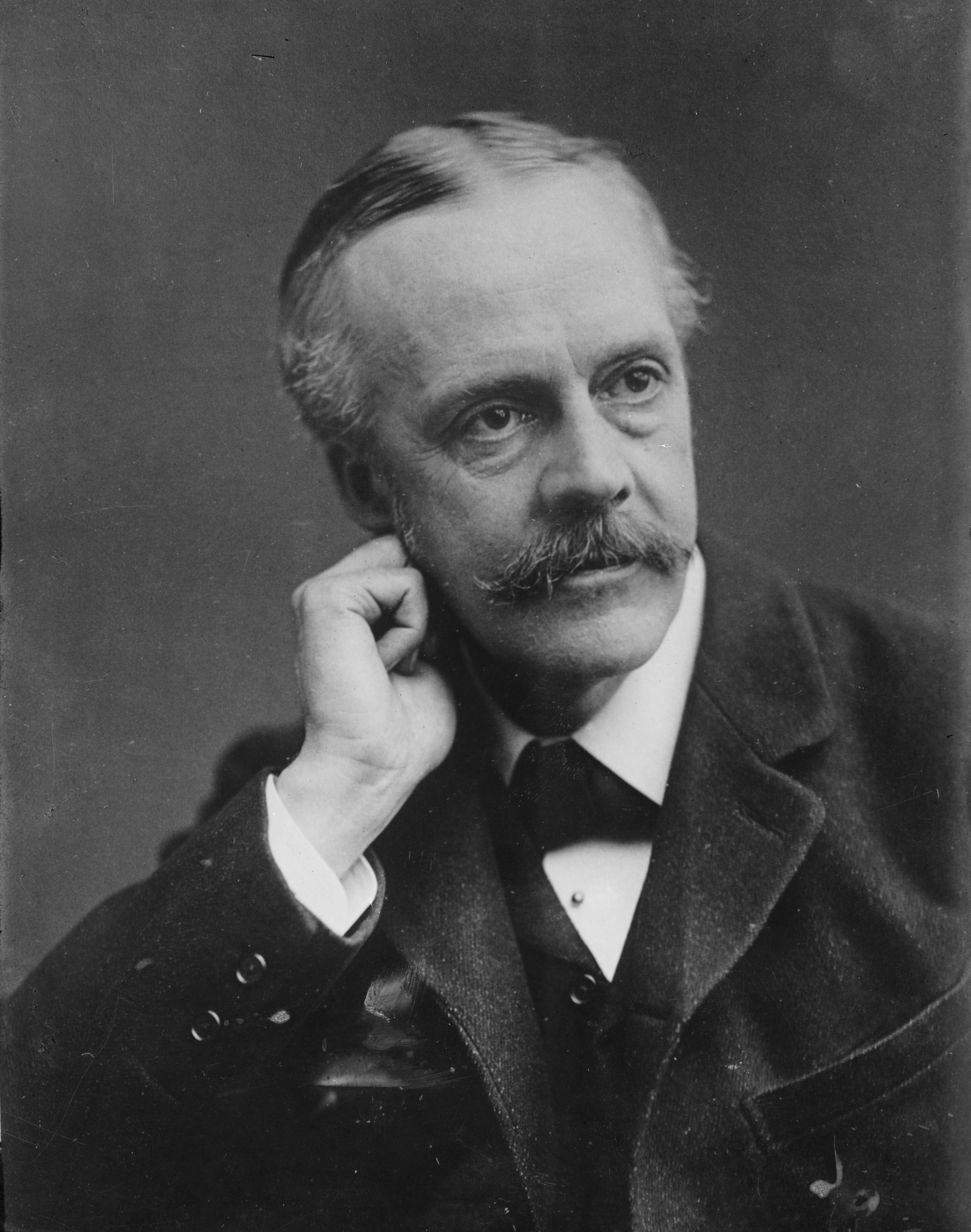
Arthur Balfour, minister spraw zagranicznych

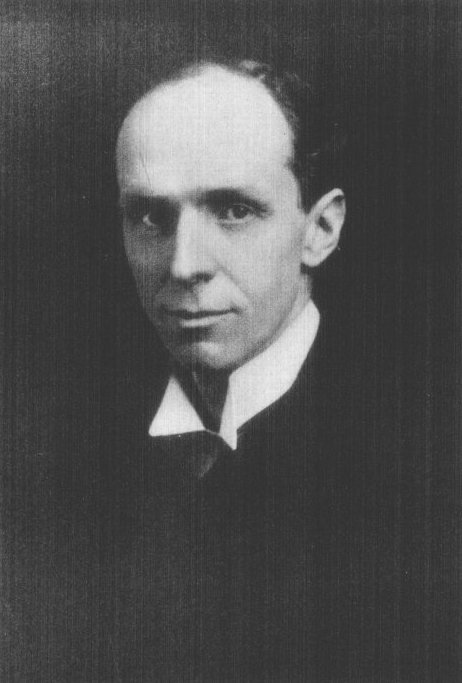
Lord Robert Cecil, podsekretarz stanu w ministerstwie spraw zagranicznych, minister blokady

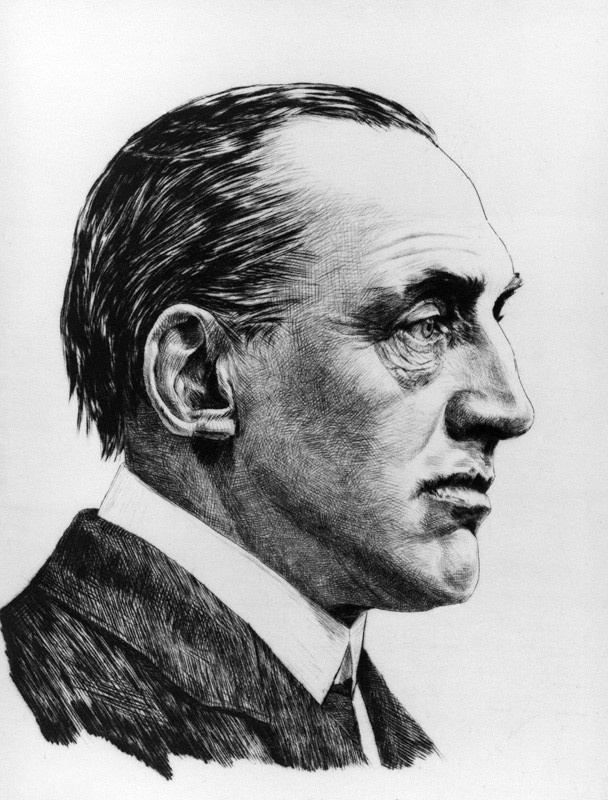
Edward Carson, pierwszy lord Admiralicji, minister bez teki

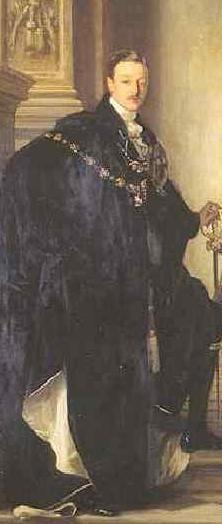
Książę Marlborough, parlamentarny sekretarz przy Radzie Rolnictwa i Rybołówstwa

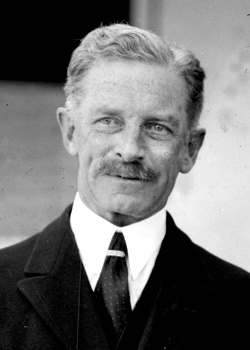
John Baird, parlamentarny sekretarz przy Zarządzie Lotnictwa, parlamentarny sekretarz przy Radzie Lotnictwa

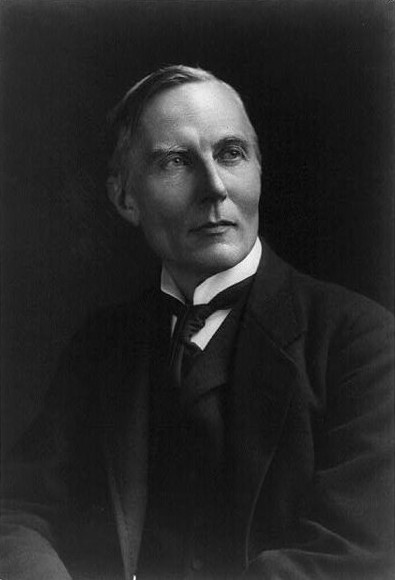
Herbert Fisher, przewodniczący Rady Edukacji

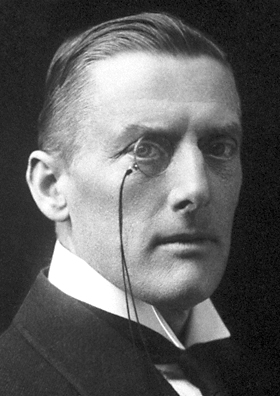
Austen Chamberlain, minister ds. Indii, minister bez teki

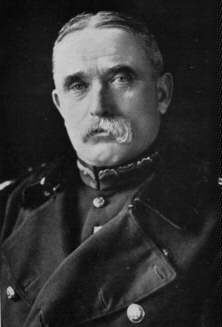
Wicehrabia French of Ypres, lord namiestnik Irlandii

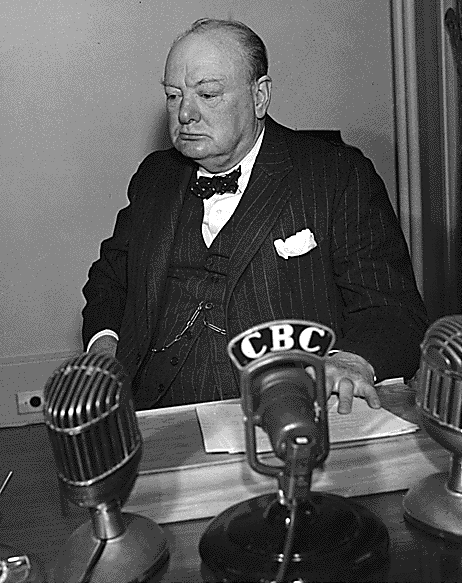
Winston Churchill, minister ds. amunicji

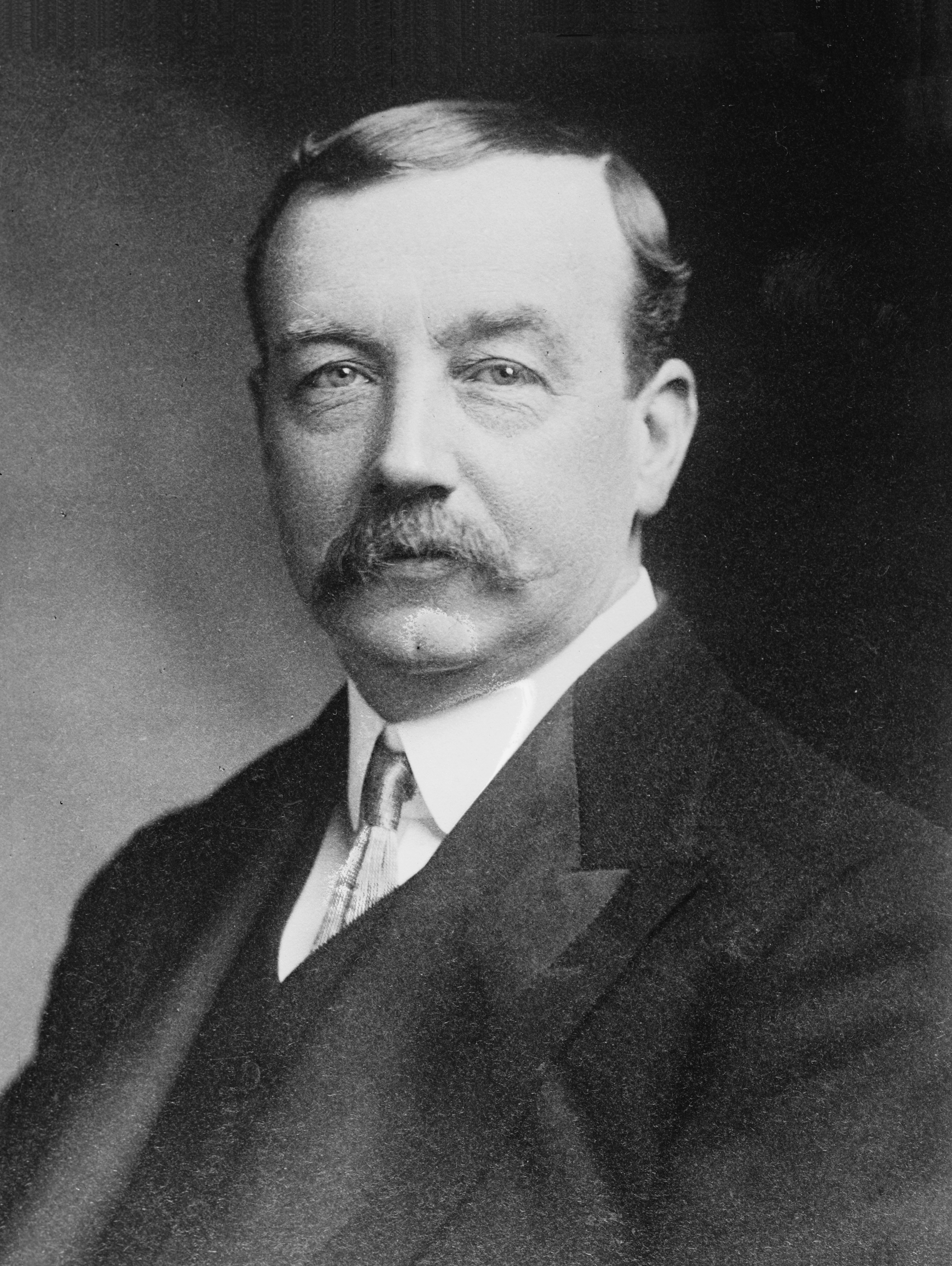
Arthur Henderson, minister bez teki

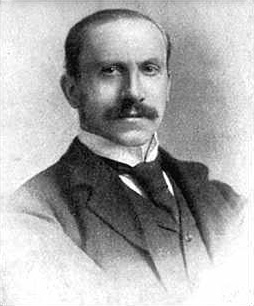
Wicehrabia Milner, minister bez teki, minister wojny

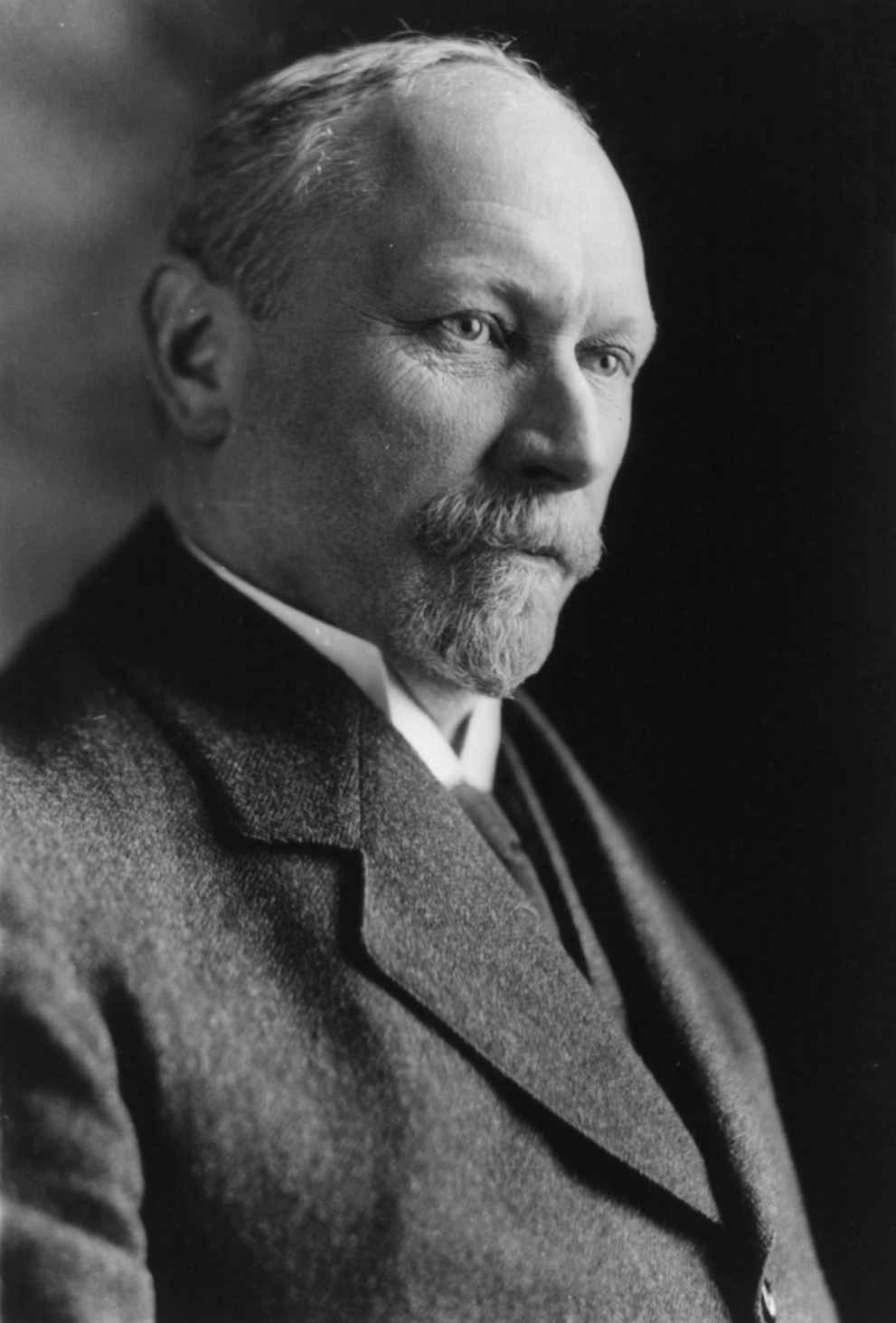
Jan Smuts, minister bez teki

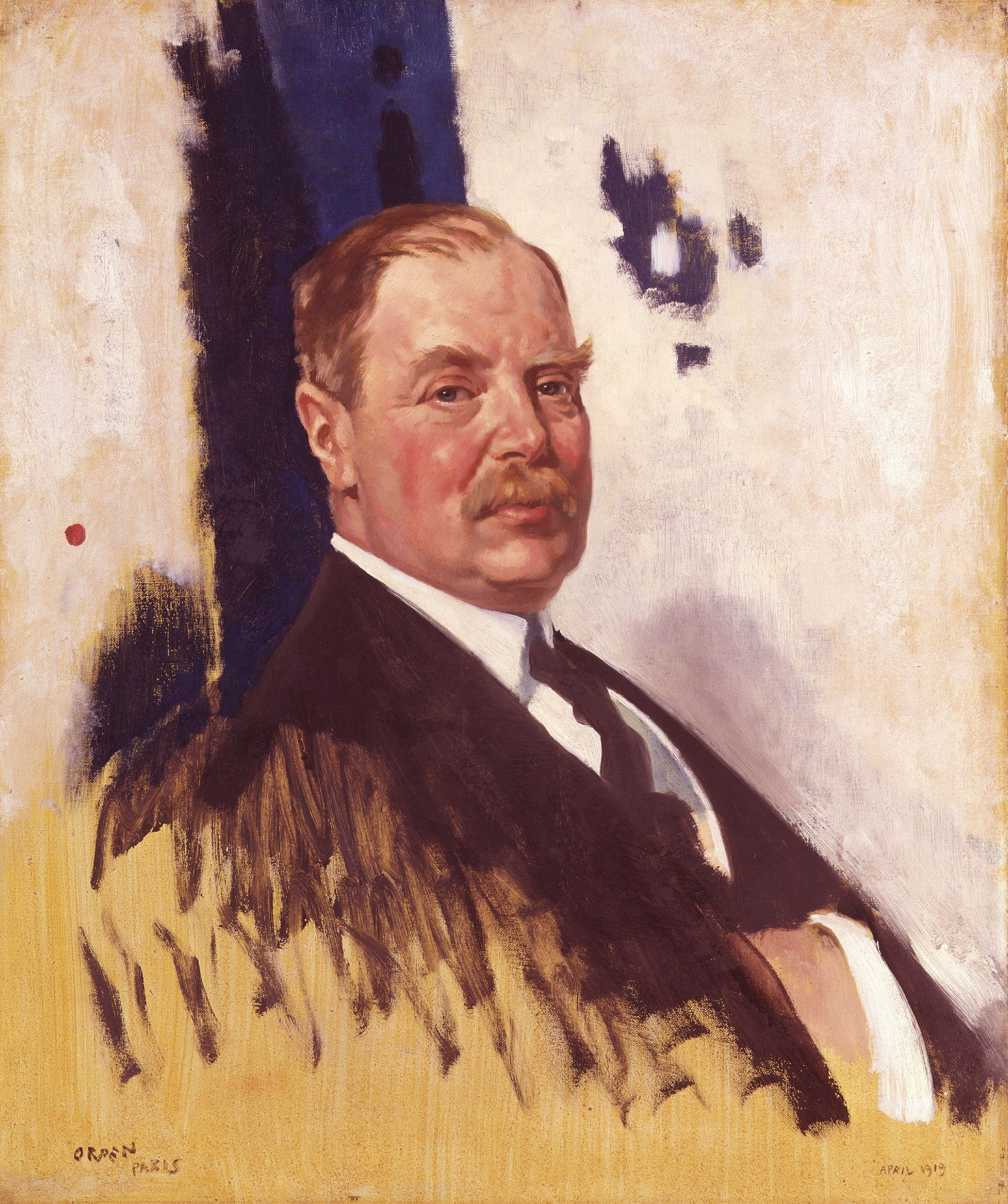
Hrabia Derby, minister wojny

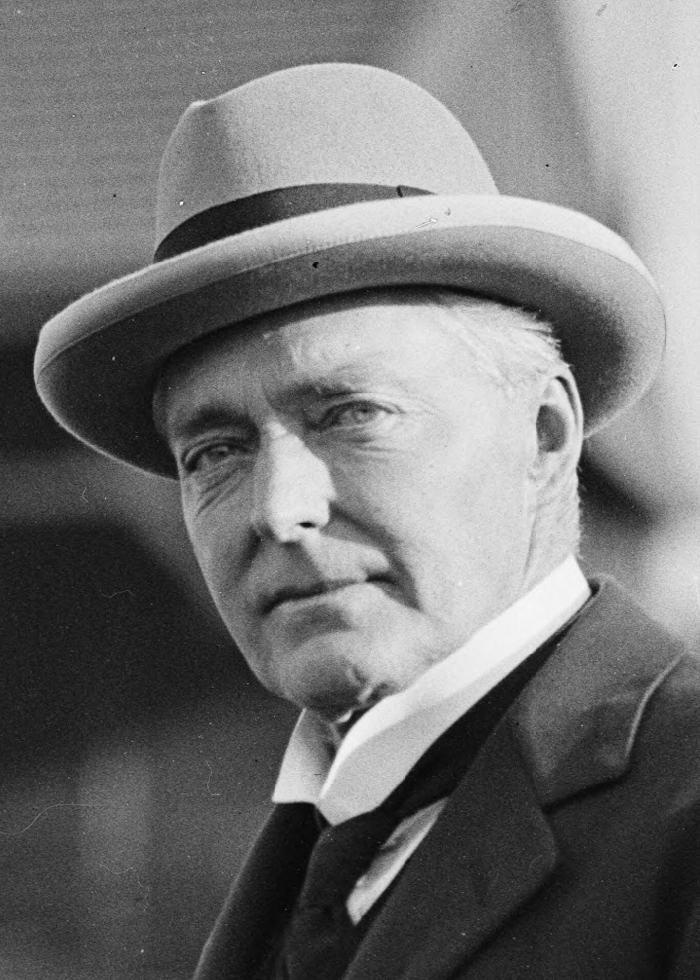
Henry Forster, finansowy sekretarz w ministerstwie wojny

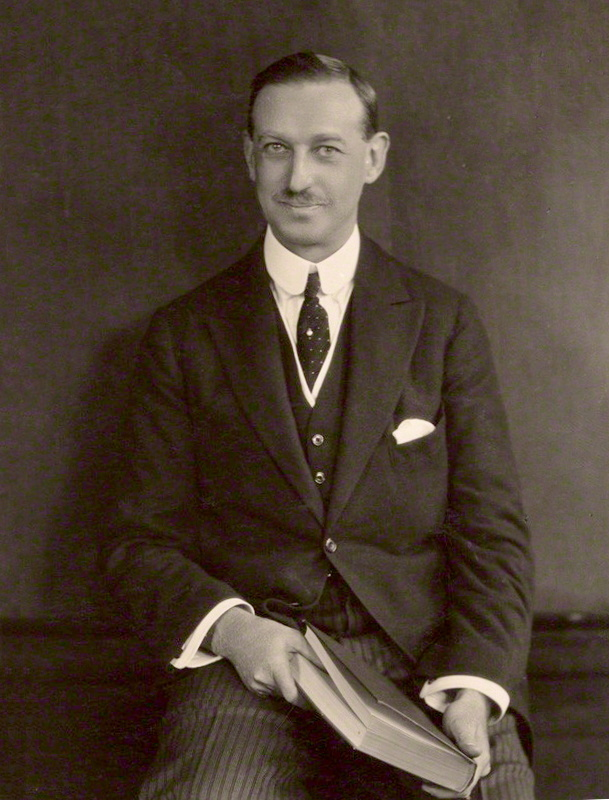
Hrabia Stanhope, parlamentarny sekretarz w ministerstwie wojny

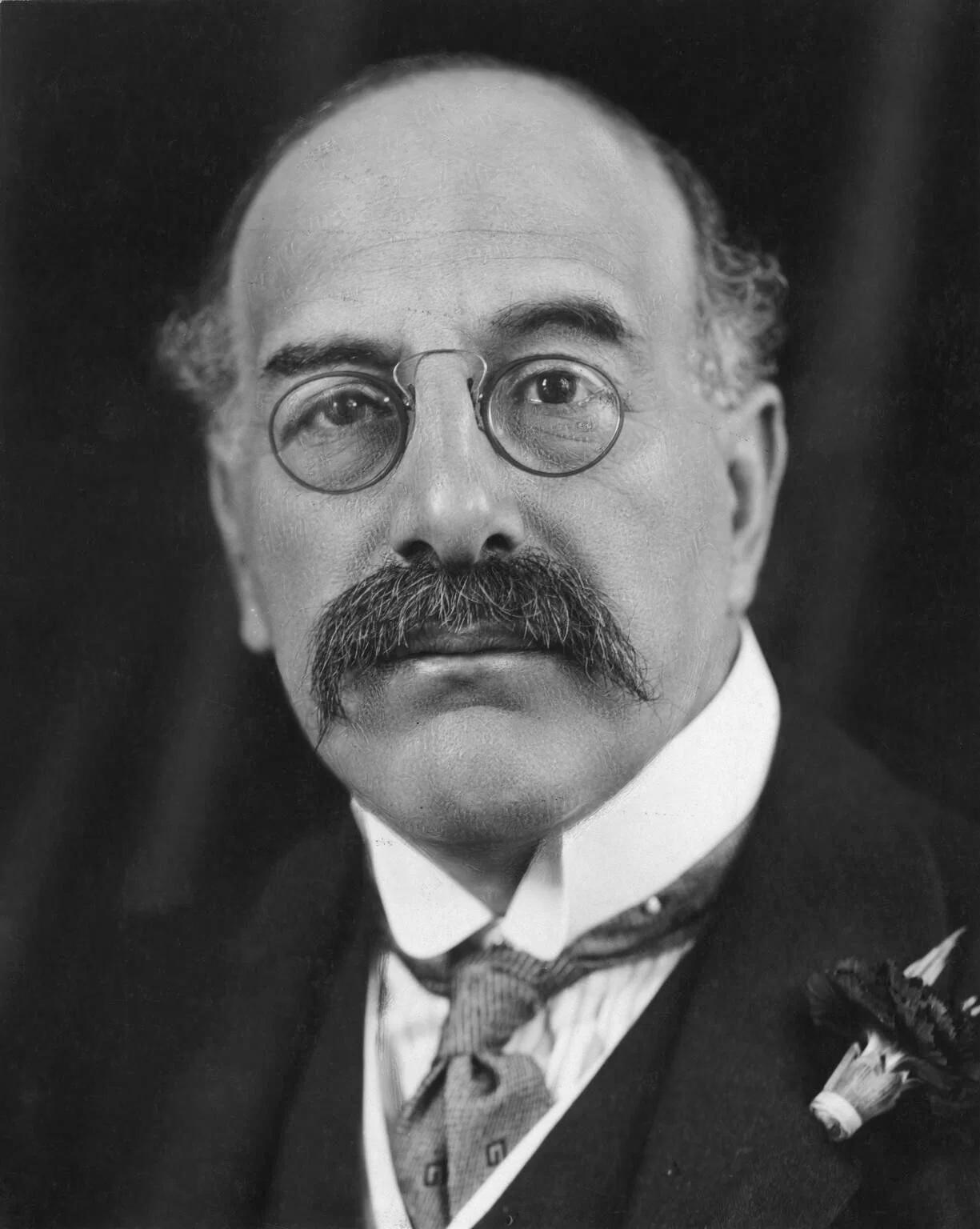
Alfred Mond, pierwszy komisarz ds. prac publicznych

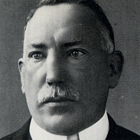
James Craig, skarbnik Dworu Królewskiego

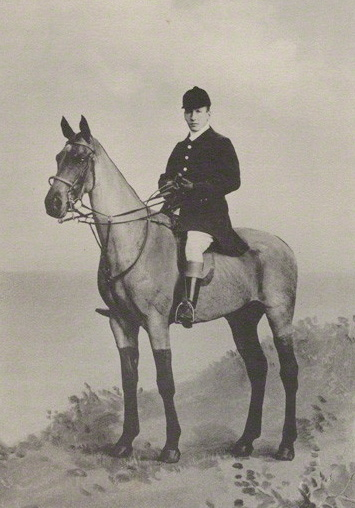
Robert Sanders, skarbnik Dworu Królewskiego

Koalicyjny gabinet wojenny Partii Liberalnej i Partii Konserwatywnej pod przewodnictwem Davida Lloyda George’a powstał 6 grudnia 1916 r. Oficjalnie przestał istnieć 31 października 1919 r., ale już w styczniu tego roku, po wyborach powszechnych, uległ gruntownemu przebudowaniu.
Członków ścisłego gabinetu wyróżniono tłustym drukiem.

## Skład rządu
| Urząd                                                            | Imię i nazwisko | Kadencja                                                    |
| ---------------------------------------------------------------- | --- | ----------------------------------------------------------- |
| Premier Pierwszy lord skarbu                                     | David Lloyd George | 1916–1919                                                   |
|                                                                  | |                                                             |
| Kanclerz skarbu Przewodniczący Izby Gmin                         | Andrew Bonar Law | 1916–1919                                                   |
| Finansowy sekretarz skarbu                                       | Hardman Lever Stanley Baldwin | 1916–1919 1917–1919                                         |
| Parlamentarny sekretarz skarbu                                   | lord Edmund Talbot Neil Primrose Frederick Guest | 1916–1919 1916–1917 1917–1919                               |
| Młodsi lordowie skarbu                                           | James Hope John Pratt Stanley Baldwin James Parker Josiah Towyn Jones | 1916–1919 1917 1917–1919 1919–1919                          |
| Lord kanclerz                                                    | Robert Finlay, 1. wicehrabia Finlay | 1916–1919                                                   |
| Lord przewodniczący Rady Przewodniczący Izby Lordów              | George Curzon, 1. hrabia Curzon of Kedleston | 1916–1919                                                   |
| Lord tajnej pieczęci                                             | David Lindsay, 27. hrabia Crawford | 1916–1919                                                   |
| Minister spraw zagranicznych                                     | Arthur Balfour | 1916–1919                                                   |
| Podsekretarz stanu w ministerstwie spraw zagranicznych           | lord Robert Cecil | 1916–1919                                                   |
| Asystent podsekretarza stanu w ministerstwie spraw zagranicznych | Thomas Legh, 2. baron Newton | 1916–1919                                                   |
| Minister spraw wewnętrznych                                      | George Cave | 1916–1919                                                   |
| Podsekretarz stanu w ministerstwie spraw wewnętrznych            | William Brace | 1916–1919                                                   |
| Pierwszy lord Admiralicji                                        | Edward Carson Eric Campbell Geddes | 1916–1917 1917–1919                                         |
| Parlamentarny i finansowy sekretarz przy Admiralicji             | Thomas James Macnamara Victor Bulwer-Lytton, 2. hrabia Lytton | 1916–1919 1917–1919                                         |
| Cywilny lord Admiralicji                                         | Ernest George Pretyman Arthur Pease | 1916–1919                                                   |
| Przewodniczący Rady Rolnictwa i Rybołówstwa                      | Rowland Prothero | 1916–1919                                                   |
| Parlamentarny sekretarz przy Radzie Rolnictwa i Rybołówstwa      | Richard Winfrey Charles Spencer-Churchill, 9. książę Marlborough George Goschen, 2. wicehrabia Goschen Charles Hepburn-Stuart-Forbes-Trefusis                                                                                            | 1916–1919 1917–1918 1918 1918–1919                          |
| Przewodniczący Zarządu Lotnictwa                                 | George Curzon, 1. hrabia Curzon of Kedleston Weetman Pearson, 1. wicehrabia Cowdray | 1916–1917 1917                                              |
| Parlamentarny sekretarz przy Zarządzie Lotnictwa                 | John Baird | 1916–1917                                                   |
| Przewodniczący Rady Lotnictwa                                    | Harold Harmsworth, 1. baron Rothermere William Weir, 1. baron Weir | 1917–1918 1918–1919                                         |
| Parlamentarny sekretarz przy Radzie Lotnictwa                    | John Baird | 1917–1919                                                   |
| Minister blokady                                                 | lord Robert Cecil Laming Worthington-Evans | 1916–1918 1918–1919                                         |
| Parlamentarny sekretarz w ministerstwie blokady                  | Frederick Leverton Harris | 1917–1919                                                   |
| Minister ds. kolonii                                             | Walter Long | 1916–1919                                                   |
| Podsekretarz stanu w ministerstwie ds. kolonii                   | Arthur Steel-Maitland William Hewins | 1916–1917 1917–1919                                         |
| Przewodniczący Rady Edukacji                                     | Herbert Fisher | 1916–1919                                                   |
| Parlamentarny sekretarz przy Radzie Edukacji                     | Herbert Lewis | 1916–1919                                                   |
| Minister kontroli żywności                                       | Hudson Kearley, 1. baron Devonport David Thomas, 1. wicehrabia Rhondda John Robert Clynes | 1916–1917 1917–1918 1918–1919                               |
| Parlamentarny sekretarz w ministerstwie kontroli żywności        | Charles Bathurst John Robert Clynes Waldorf Astor | 1916–1917 1917–1918 1918–1919                               |
| Przewodniczący Rady Zarządu Lokalnego                            | David Thomas, 1. baron Rhondda William Fisher Auckland Geddes | 1916–1917 1917–1918 1918–1919                               |
| Parlamentarny sekretarz przy Radzie Zarządu Lokalnego            | William Fisher Stephen Walsh | 1916–1917 1917–1919                                         |
| Minister ds. Indii                                               | Austen Chamberlain Edwin Samuel Montagu | 1916–1917 1917–1919                                         |
| Podsekretarz stanu w ministerstwie ds. Indii                     | John Dickson-Poynder, 1. baron Islington | 1916–1919                                                   |
| Lord namiestnik Irlandii                                         | John French, 1. wicehrabia Frech of Ypres | 1918–1919                                                   |
| Główny sekretarz Irlandii                                        | Henry Duke Edward Shortt | 1916–1918 1918–1919                                         |
| Wiceprzewodniczący Departamentu Rolnictwa dla Irlandii           | Thomas Wallace Russell | 1916–1919                                                   |
| Minister pracy                                                   | John Hodge George Henry Roberts | 1916–1917 1917–1919                                         |
| Parlamentarny sekretarz w ministerstwie pracy                    | William Bridgeman | 1916–1919                                                   |
| Kanclerz Księstwa Lancaster                                      | Frederick Cawley Max Aitken, 1. baron Beaverbrook William Fisher, 1. baron Downham | 1916–1918 1918 1918–1919                                    |
| Minister informacji                                              | Max Aitken, 1. baron Beaverbrook William Fisher, 1. baron Downham | 1918 1918–1919                                              |
| Minister ds. amunicji                                            | Christopher Addison Winston Churchill | 1916–1917 1917–1919                                         |
| Parlamentarny sekretarz w ministerstwie ds. amunicji             | Laming Worthington-Evans Frederick Kellaway John Seely | 1916–1918 1916–1919 1918–1919                               |
| Parlamentarny i finansowy sekretarz w ministerstwie ds. amunicji | Laming Worthington-Evans | 1918–1919                                                   |
| Minister służby publicznej                                       | Neville Chamberlain Auckland Geddes | 1916–1917 1917–1919                                         |
| Parlamentarny sekretarz w ministerstwie służby publicznej        | Stephen Walsh Cecil Beck William Peel, 2. wicehrabia Peel | 1917 1917–1919 1918–1919                                    |
| Paymaster-General                                                | Joseph Compton-Rickett | 1916–1919                                                   |
| Minister emerytur                                                | George Nicoll Barnes John Hodge | 1916–1917 1917–1919                                         |
| Parlamentarny sekretarz w ministerstwie emerytur                 | Arthur Griffith-Boscawen | 1916–1919                                                   |
| Poczmistrz generalny                                             | Albert Illingworth | 1916–1919                                                   |
| Asystent poczmistrza generalnego                                 | Herbert Pease | 1916–1919                                                   |
| Minister bez teki                                                | Arthur Henderson Alfred Milner, 1. wicehrabia Milner Jan Smuts Edward Carson George Nicoll Barnes Austen Chamberlain | 1916–1917 1916–1918 1917–1919 1917–1918 1917–1919 1918–1919 |
| Minister odbudowy                                                | Christopher Addison | 1917–1919                                                   |
| Minister ds. Szkocji                                             | Robert Munro | 1916–1919                                                   |
| Parlamentarny sekretarz w ministerstwie ds. Szkocji              | John Pratt | 1916–1919                                                   |
| Minister żeglugi                                                 | James Maclay | 1916–1919                                                   |
| Parlamentarny sekretarz w ministerstwie żeglugi                  | Leo Chiozza Money | 1916–1919                                                   |
| Przewodniczący Zarządu Handlu                                    | Albert Stanley | 1916–1919                                                   |
| Parlamentarny sekretarz przy Zarządzie Handlu                    | George Henry Roberts George James Wardle | 1916–1917 1917–1919                                         |
| Sekretarz handlu zamorskiego                                     | Arthur Steel-Maitland | 1917–1919                                                   |
| Minister wojny                                                   | Edward Stanley, 17. hrabia Derby Alfred Milner, 1. wicehrabia Milner | 1916–1918 1918–1919                                         |
| Podsekretarz stanu w ministerstwie wojny                         | Ian Macpherson | 1916–1919                                                   |
| Finansowy sekretarz w ministerstwie wojny                        | Henry Forster | 1916–1919                                                   |
| Parlamentarny sekretarz w ministerstwie wojny                    | James Stanhope, 7. hrabia Stanhope | 1916–1919                                                   |
| Pierwszy komisarz ds. prac publicznych                           | Alfred Mond | 1916–1919                                                   |
| Prokurator generalny                                             | Frederick Smith | 1916–1919                                                   |
| Radca generalny Anglii i Walii                                   | Gordon Hewart | 1916–1919                                                   |
| Lord adwokat                                                     | James Avon Clyde | 1916–1919                                                   |
| Solicitor General dla Szkocji                                    | Thomas Brash Morison | 1916–1919                                                   |
| Lord kanclerz Irlandii                                           | Ignatius O’Brien James Campbell | 1916–1918 1918–1919                                         |
| Prokurator Generalny dla Irlandii                                | James O’Connor Arthur Warren Samuels | 1917–1918 1918–1919                                         |
| Solicitor General dla Irlandii                                   | James Chambers Arthur Warren Samuels John Blake Powell Denis Henry | 1917 1917–1918 1918 1918–1919                               |
| Lord steward                                                     | Horace Farquhar, 1. wicehrabia Farquhar | 1916–1919                                                   |
| Lord szambelan                                                   | William Mansfield, 1. wicehrabia Sandhurst | 1916–1919                                                   |
| Wiceszambelan Dworu Królewskiego                                 | Cecil Beck William Dudley Ward | 1916–1917 1917–1919                                         |
| Koniuszy królewski                                               | Edwyn Scudamore-Stanhope, 10. hrabia Chesterfield | 1916–1919                                                   |
| Skarbnik Dworu Królewskiego                                      | James Craig vacat Robert Sanders | 1916–1918 1918 1918–1919                                    |
| Kontroler Dworu Królewskiego                                     | Edwin Cornwall | 1916–1919                                                   |
| Kapitan Gentelmen-at-Arms                                        | Edward Colebrooke, 1. baron Colebrooke | 1916–1919                                                   |
| Kapitan Ochotników Gwardii                                       | Charles Harbord, 6. baron Suffield Hylton Jolliffe, 3. baron Hylton | 1916–1918 1918–1919                                         |
| Lord-in-waiting                                                  | Richard Herschell, 2. baron Herschell George Hamilton-Gordon, 2. baron Stanmore John Brocklehurst, 1. baron Ranksborough Arthur Annesley, 11. wicehrabia Valentia Hylton Jolliffe, 3. baron Hylton Savile Crossley, 1. baron Somerleyton | 1916–1919 1916–1918 1918–1919                               |